# Ulm (oraș)
Ulm (pronunție în germană [ʊlm] ⓘ) este un oraș din statul german Baden-Württemberg, situat pe fluviul Dunărea la granița cu Bavaria. Orașul, care are o populație estimată la peste 126.000 de locuitori (în 2018), formează un district urban propriu (în germană Stadtkreis) si este sediul administrativ al districtului Alb-Donau.
Fondat în jurul anului 850, Ulm este bogat în istorie și tradiții ca fost oraș imperial liber (în germană freie Reichsstadt). Orașul vecin Neu-Ulm din Bavaria a făcut parte din Ulm până în 1810.
Astăzi, Ulm este un centru economic datorită industriilor sale variate și este sediul Universității din Ulm. Pe plan internațional, orașul este cunoscut în primul rând pentru că are biserica cu cea mai înaltă turlă din lume (161,53 metri), catedrala gotică (Domul din Ulm, în germană: Ulmer Münster) și ca locul de naștere al lui Albert Einstein.

## Geografie

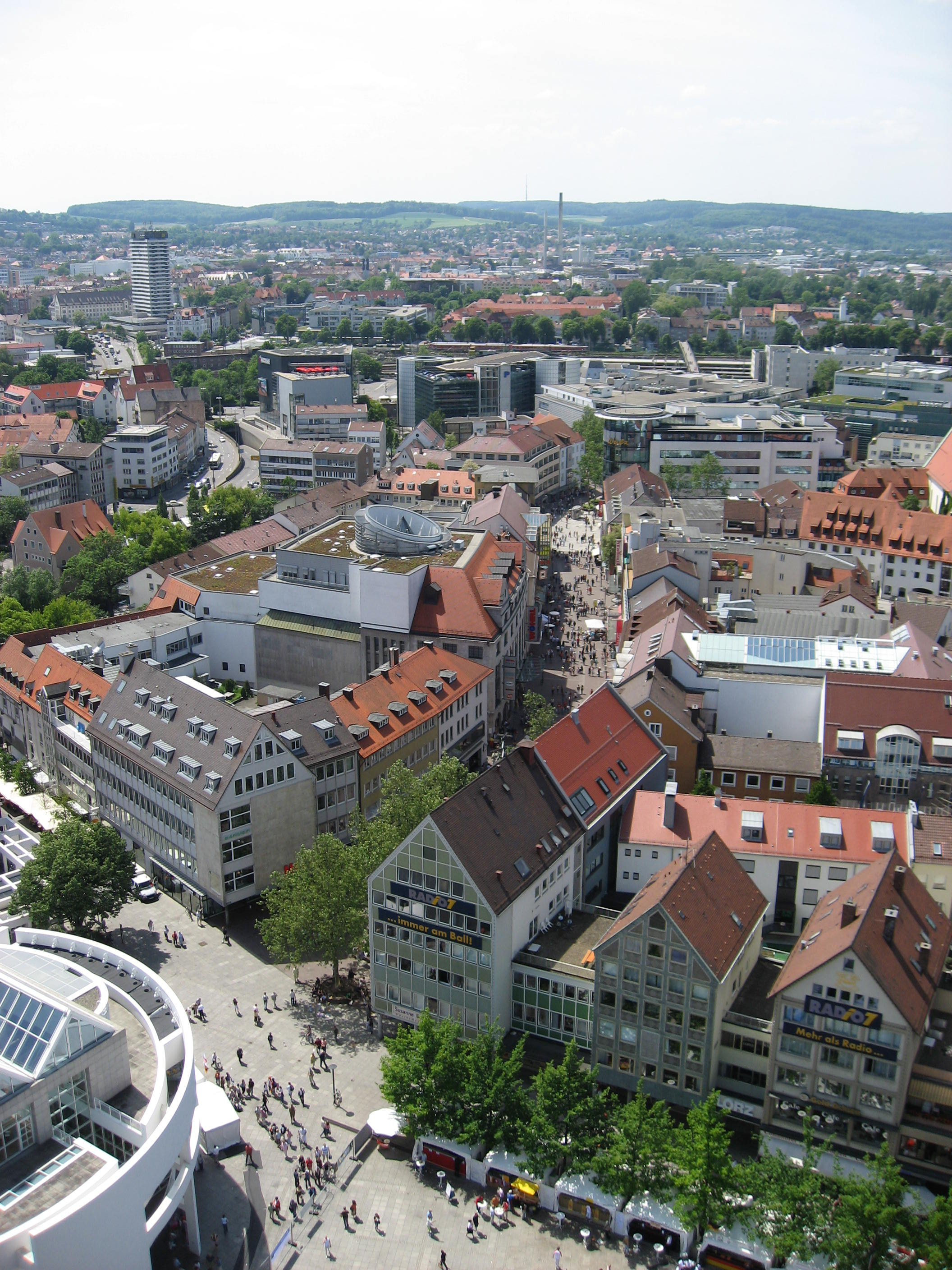
Vedere din Ulm Minster spre Hirschstraße

Ulm se află în punctul în care râurile Blau și Iller se unesc cu Dunărea, la o altitudine de 479 metri deasupra nivelului mării. Cele mai multe părți ale orașului, inclusiv orașul vechi, sunt situate pe malul de nord al Dunării; pe malul sudic se află doar districtele Wiblingen, Gögglingen, Donaustetten și Unterweiler. Vizavi de orașul vechi, de cealaltă parte a râului, se află orașul geamăn Neu-Ulm din statul Bavaria, mai mic decât Ulm și, până în 1810, o parte a acestuia (cu populație de aproximativ 50.000 de locuitori).
Cu excepția Dunării din sud, orașul este înconjurat de păduri și dealuri care se ridică la altitudini de peste 620 metri, unele dintre ele făcând parte din grupa muntoasă Jura Șvabă. La sud de Dunăre, câmpiile și dealurile se termină în cele din urmă în marginea de nord a Alpilor, care se află la aproximativ 100 kilometri de Ulm și sunt vizibile din oraș în zilele senine.
Orașul Ulm este situat în partea de nord a bazinului nord-alpin Foreland, în zona unde bazinul ajunge la Jura Șvabă. Turritellenplatte⁠(d) din Ermingen („Erminger Turritellenplatte”) este un celebru sit paleontologic din epoca Burdigaliană.

## Comune învecinate

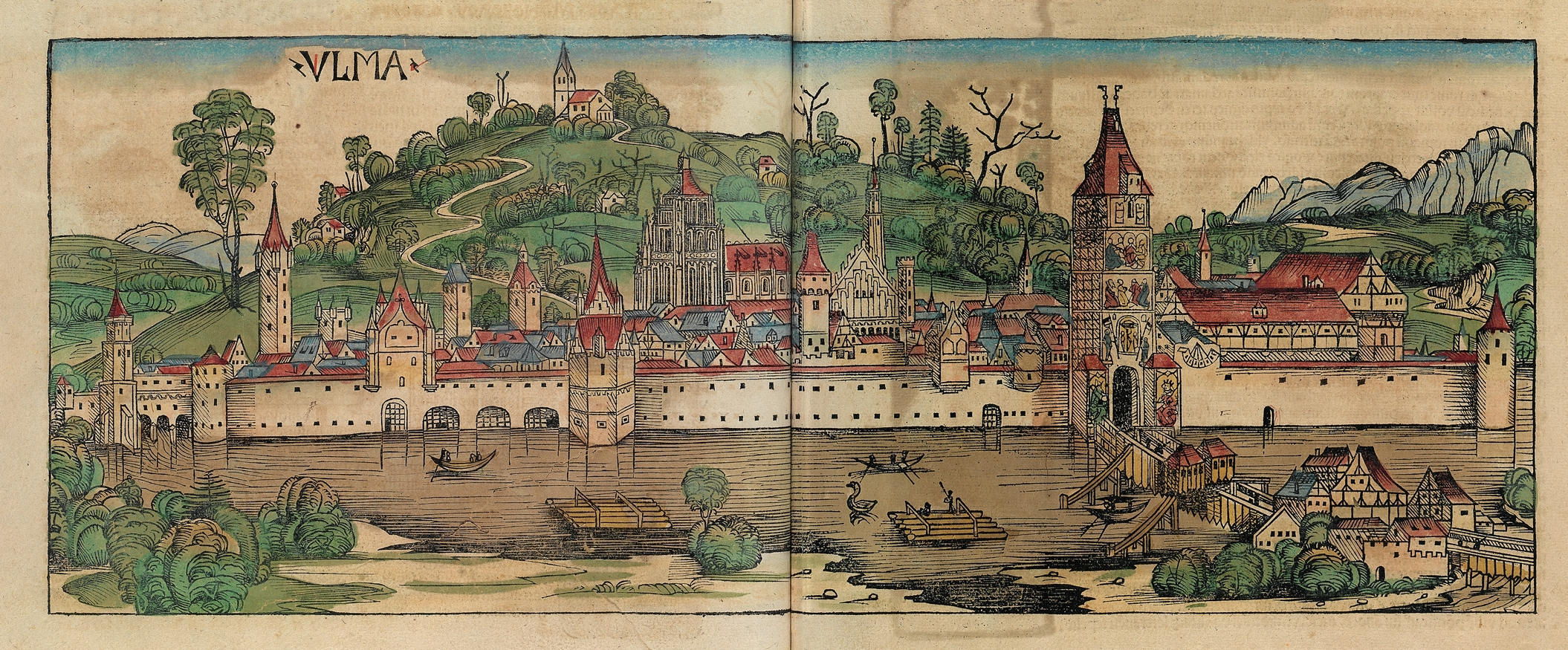
Ulm în Cronica de la Nürnberg din 1493

Pe partea dreaptă (sud-est) a Dunării și Illerului se află orașul districtual bavarez Neu-Ulm. Pe partea stângă (nord-vest) Ulm este aproape complet înconjurat de Alb-Donau-Kreis. Comunele învecinate din Baden-Württemberg sunt următoarele: Illerkirchberg, Staig, Hüttisheim, Erbach (Donau), Blaubeuren, Blaustein, Dornstadt, Beimerstetten și Langenau precum și comuna vecină de est Elchingen.

## Subdiviziunile orașului
Orașul este împărțit în 18 districte (în germană Stadtteile): Ulm-Mitte, Böfingen, Donaustetten, Donautal, Eggingen, Einsingen, Ermingen, Eselsberg, Gögglingen, Grimmelfingen, Jungingen, Lehr, Mähringen, Oststadt, Söflingen (cu Harthausen), Unterweiler, Weststadt și Wiblingen.
Nouă districte au fost integrate în timpul celei mai recente reforme municipale din anii 1970: Eggingen, Einsingen, Ermingen, Gögglingen-Donaustetten, Jungingen, Lehr, Mähringen și Unterweiler. Acestea au propriile consilii locale care au o poziție importantă de consultanță a întregului consiliu orășenesc în probleme care țin de districtele predominante. Dar, la final, deciziile finale pot fi luate doar de consiliul orășenesc al întregului oraș Ulm.

## Istorie

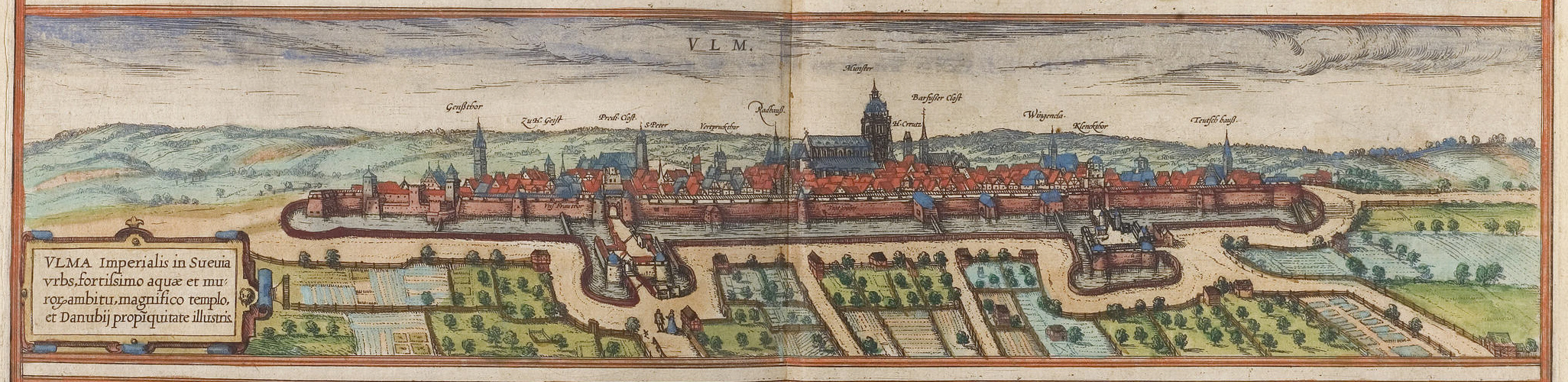
Ulm în 1572 de

Cea mai veche așezare urmăribilă din zona Ulm a apărut în perioada neolitică timpurie, în jurul anului 5000 î.Hr. Au fost identificate așezări din acest timp în satele Eggingen și Lehr, astăzi districte ale orașului. În zona orașului Ulm propriu-zis, cea mai veche descoperire datează din perioada neoliticului târziu. Cea mai veche mențiune scrisă despre Ulm este datată la 22 iulie 854 d.Hr., când regele Ludovic Germanul a semnat un document în palatul regelui „Hulma” din Ducatul de Suabia.  Orașul a fost declarat oraș imperial (în germană Reichsstadt) de Friedrich I Barbarossa în 1181.

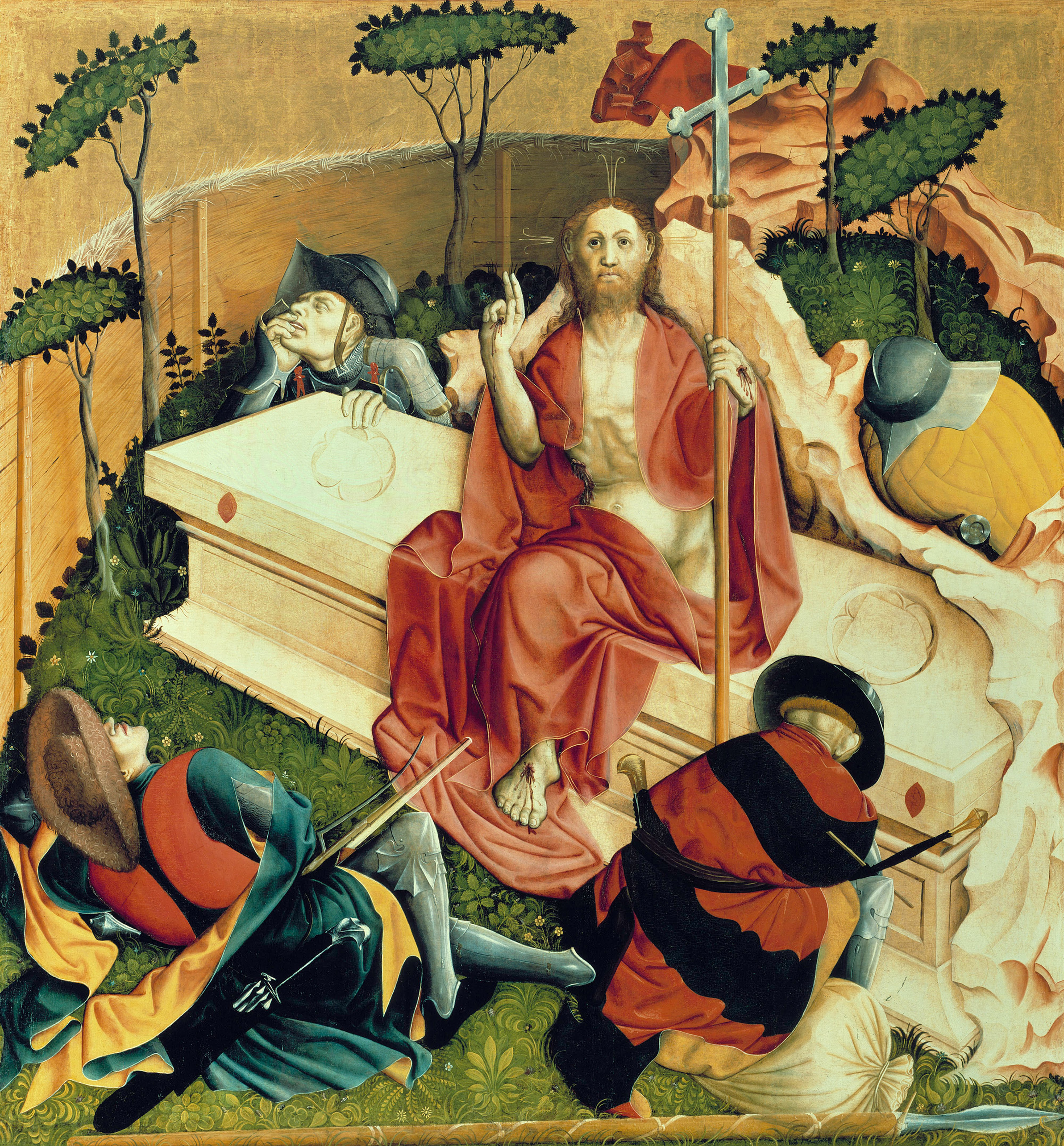
Hans Multscher - Die Auferstehung Christi (Învierea lui Hristos)

Prima dată, semnificația orașului Ulm s-a datorat privilegiului de Königspfalz, un loc de cazare pentru regii și împărații germani medievali în călătoriile lor frecvente. Mai târziu, Ulm a devenit un oraș de comercianți și meșteșugari. Unul dintre cele mai importante documente legale ale orașului, un acord între patricienii din Ulm și breslele comerciale (în germană Großer Schwörbrief ), datează din 1397. Acest document, considerat o constituție timpurie a orașului, și începutul construcției unei biserici enorme (Domul din Ulm, 1377), finanțată mai degrabă de locuitorii Ulmului înșiși decât de biserică, demonstrează asertivitatea cetățenilor medievali ai Ulmului. Ulm a înflorit în secolele al XV-lea și al XVI-lea, în principal datorită exportului de textile de înaltă calitate. Orașul era situat la intersecția unor importante rute comerciale care se extindeau până în Italia. Aceste secole, când au fost ridicate multe clădiri importante, au reprezentat și apogeul artei în Ulm, în special pentru pictori și sculptori precum Hans Multscher⁠(d) și Jörg Syrlin cel Bătrân. În timpul Reformei, Ulm a ajuns să fie protestant (1530). Odată cu stabilirea de noi rute comerciale în urma descoperirii Lumii Noi (secolul al XVI-lea) și a izbucnirii și a consecințelor Războiului de Treizeci de Ani (1618–1648), orașul a început să scadă treptat. În timpul Războiului Succesiunii Spaniole (1701–1714), a fost invadat alternativ de mai multe ori de soldații francezi și bavarezi.

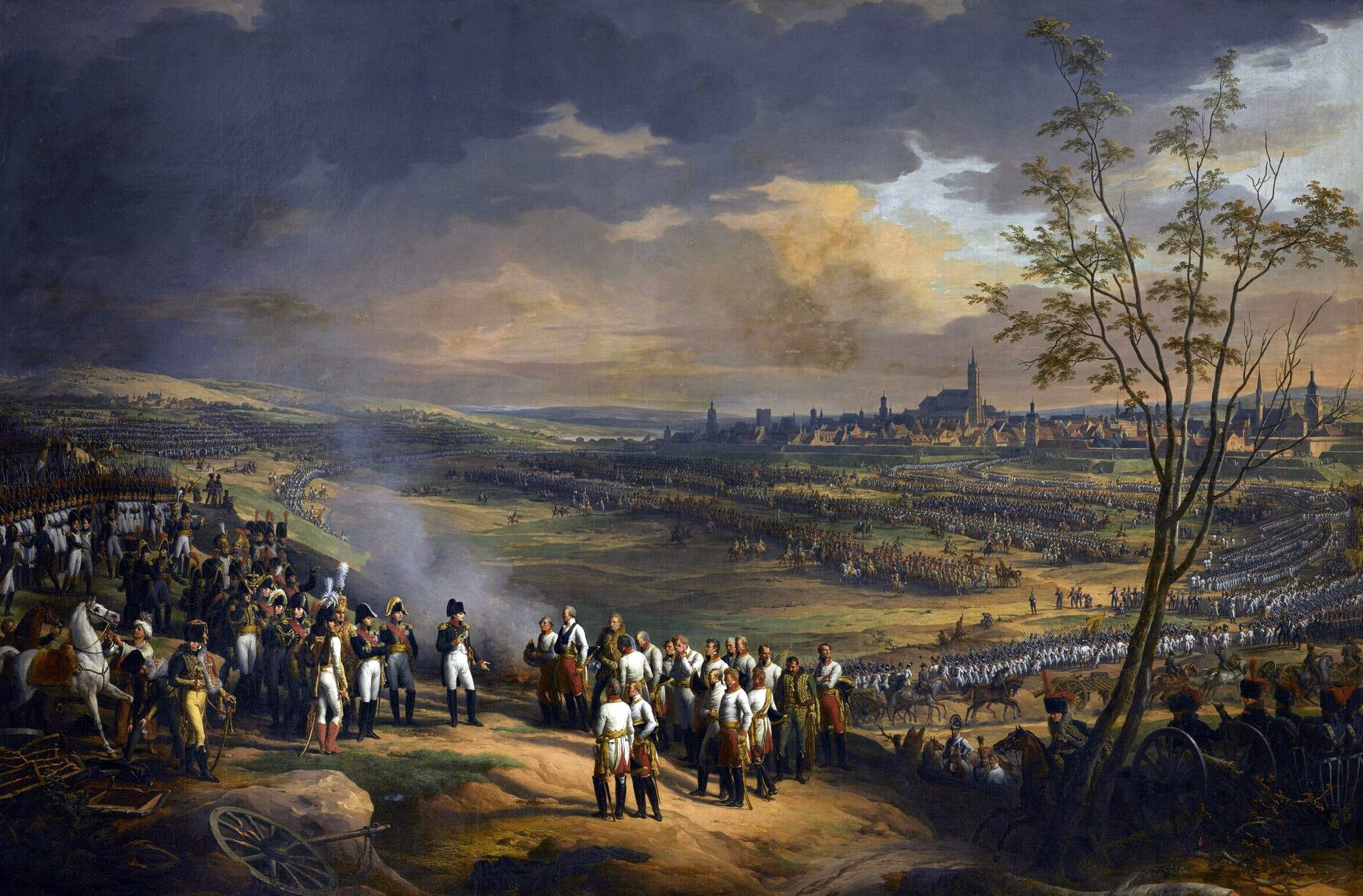
Capitularea Ulmului. Generalul Mack și 23.000 de trupe austriece s-au predat lui Napoleon.

În războaiele de după Revoluția Franceză, orașul a fost ocupat alternativ de forțele franceze și austriece, primele distrugând fortificațiile orașului. În 1803, a pierdut statutul de oraș imperial și a fost absorbit în Bavaria. În timpul campaniei din 1805, Napoleon a reușit să prindă în capcană armata austriacă invadatoare a generalului Mack⁠(d) și a forțat-o să se predea în bătălia de la Ulm. În 1810, Ulm a fost încorporat în Regatul Württemberg și și-a pierdut districtele de pe celălalt mal al Dunării, care au ajuns să fie cunoscute sub numele de Neu-Ulm (Noul Ulm).
La mijlocul secolului al XIX-lea, orașul a fost desemnat o fortăreață a Confederației Germane, cu lucrări de construcție militare uriașe îndreptate în primul rând împotriva amenințării unei invazii franceze. Orașul a devenit un important centru de industrializare în sudul Germaniei în a doua jumătate a secolului al XIX-lea, suprafața sa construită fiind acum extinsă dincolo de zidurile medievale. Construcția uriașei catedrale, care fusese întreruptă în secolul al XVI-lea din motive economice, a fost reluată și în cele din urmă încheiată (1844–1891) într-un val de entuziasm național german pentru Evul Mediu.
Din 1933 până în 1935, pe Kuhberg, unul dintre dealurile din jurul Ulmului, a fost înființat un lagăr de concentrare destinat în primul rând oponenților politici ai regimului. Evreii din Ulm, în jur de 500 de persoane, au fost mai întâi discriminați și ulterior persecutați; sinagoga lor a fost dărâmată în timpul Nopții de cristal (Kristallnacht) din noiembrie 1938. Din cei 116 evrei deportați din Ulm în timpul celui de-Al Doilea Război Mondial (45 au fost trimiși în ghetoul Theresienstadt la 22 august 1942), doar patru s-au întors. În 1968, în Ulm locuiau aproximativ 25 de evrei.
Singurul bombardament strategic al RAF în timpul celui de-al Doilea Război Mondial împotriva Ulmului a avut loc la 17 decembrie 1944, împotriva celor două mari fabrici de camioane Magirus⁠(d) - Deutz și Kässbohrer⁠(d), precum și a altor industrii, cazărmi și depozite din Ulm. Cazarma Gallwitz și câteva spitale militare au fost printre cele 14 unități ale Wehrmacht-ului distruse. Raidul a ucis 707 de locuitori din Ulm și a lăsat 25.000 de persoane fără adăpost, iar după toate bombardamentele, peste 80% din centrul orașului medieval a ajuns în ruine.

Cea mai mare parte a orașului a fost reconstruită în stilul simplu al anilor 1950 și 1960, dar unele dintre clădirile istorice emblematice au fost restaurate. Datorită distrugerii sale aproape complete în 1944, partea Hirschstraße a orașului constă în principal din arhitectură modernă. Ulm a cunoscut o creștere substanțială în deceniile care au urmat celui de-Al Doilea Război Mondial, odată cu înființarea de noi proiecte mari de locuințe și noi zone industriale. În 1967 a fost înființată Universitatea din Ulm, care s-a dovedit a fi de mare importanță pentru dezvoltarea orașului. În special începând cu anii 1980, tranziția de la industria clasică la sectorul de înaltă tehnologie s-a accelerat, de exemplu, odată cu înființarea de centre de cercetare ale unor companii precum Daimler, Siemens și Nokia și a unui număr de institute mici de cercetare aplicată în apropierea campusului universitar. Orașul de astăzi este încă în creștere, formând un oraș geamăn de 170.000 de locuitori împreună cu orașul vecin bavarez Neu-Ulm și pare să beneficieze de poziția sa centrală între orașele Stuttgart și Munchen și, astfel, între centrele culturale și economice din sudul Germaniei.

## Economie

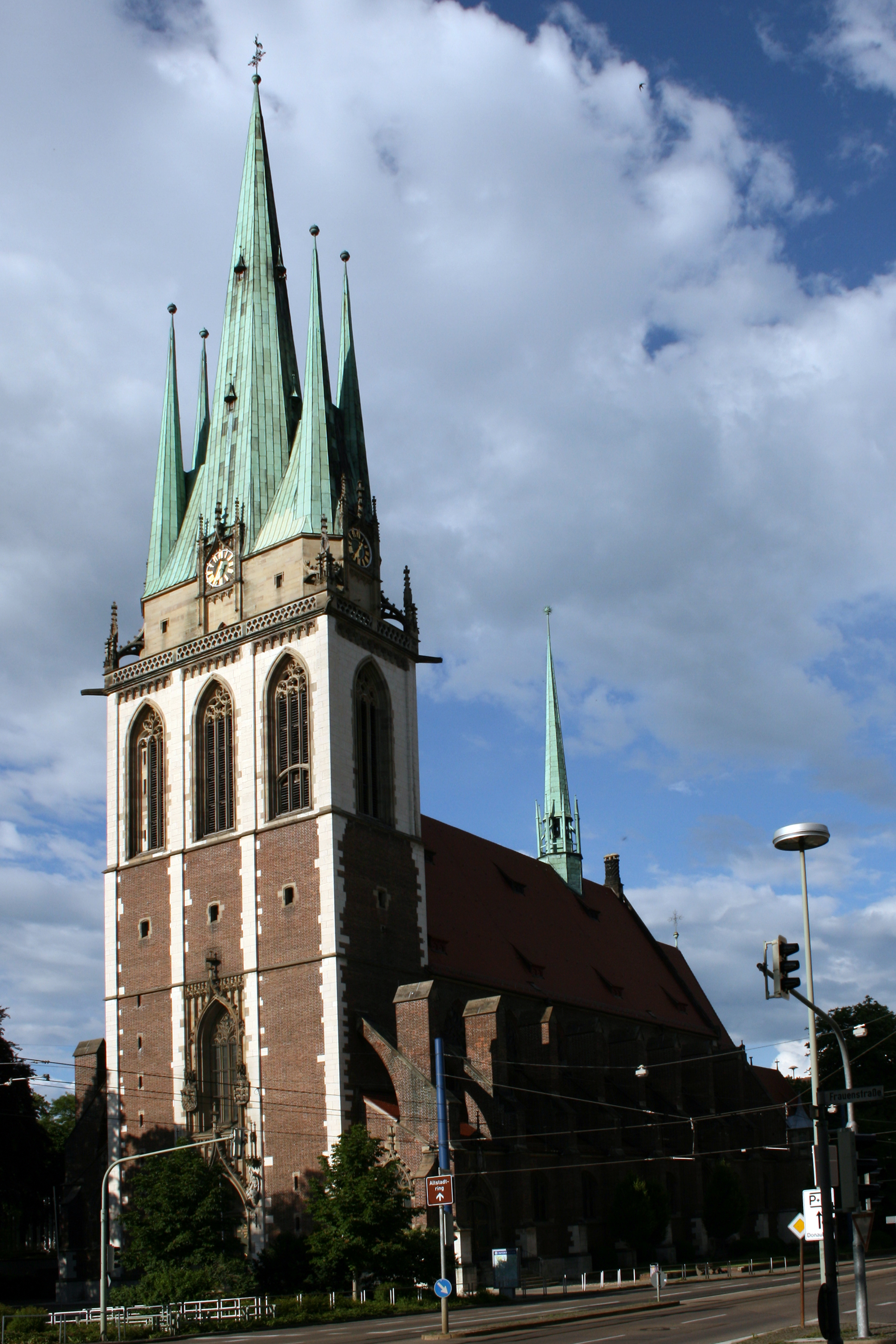
Biserica Catolică Sfântul Gheorghe, Ulm

Orașul are tradiții comerciale foarte vechi care datează din epoca medievală și o lungă istorie de industrializare, începând cu înființarea unei gări în 1850. Cel mai important sector este încă industria clasică (mașini, în special autovehicule; electronice; farmaceutice). Înființarea Universității din Ulm în 1967, care se concentrează pe biomedicină, științe și inginerie, a contribuit la sprijinirea unei tranziții către industria de înaltă tehnologie, în special după criza industriilor clasice din anii 1980.  
Printre companiile cu sediul central în Ulm se numără:
- Britax⁠(d) (produse pentru siguranța copiilor) - sediul european în apropiere de Leipheim
- Ebner & Spiegel⁠(de)[traduceți] (editură)
- Gardena AG⁠(d) (unelte de grădinărit)
- H. Krieghoff GmbH⁠(d) (arme pentru vânătoare și sport din 1886)
- Iveco Magirus AG
- JG Anschütz (arme de foc pentru sport și vânătoare)
- Liqui Moly⁠(d) (aditivi, uleiuri, produse de îngrijire auto)
- Müller Ltd. & Co. KG (companie majoră comercială germană)
- Ratiopharm⁠(d) (produse farmaceutice )
- Seeberger (company)⁠(de)[traduceți] (fructe uscate, cafea, ceai)
- Uzin Utz AG (materiale de construcție)
- Walther Arms (arme de foc, în special pistoale)
- Wieland Group (produse semifabricate neferoase)
- Zwick Roell Group www.zwick.de (Mașini de testare a materialelor)

Printre companiile cu sedii importante în Ulm se numără:
- AEG⁠(d)
- Atmel⁠(d)
- BMW Car IT GmbH[8]
- Continental AG
- Daimler: Daimler Forschungszentrum (centru de cercetare) și Daimler TSS (specialist auto IT)
- Deutsche Telekom AG
- Elektrobit Automotive GmbH
- EADS, Compania Europeană de Apărare Aeronautică și Spațială
- Nokia[9]
- Nuance Communications Recunoașterea vorbirii (departamente de cercetare)
- Siemens AG
- Harman International Industries⁠(d)

## Ecologie
În 2007, orașul Ulm a fost distins cu Premiul European pentru Energie pentru remarcabilul management local al energiei și eforturile sale de a combate schimbările climatice. Exemple ale acestor eforturi sunt o centrală electrică pe biomasă operată de Fernwärme Ulm GmbH (putere electrică de 10 MW) și cea mai mare clădire de birouri de case pasive din lume, așa-numita Energon, situată în „Orașul Științei” lângă campusul universitar. Mai mult, orașul Ulm se mândrește cu a doua cea mai mare producție de energie solară din Germania. Pentru toate clădirile noi, un standard energetic strict (standardul german KFW40) este obligatoriu din aprilie 2008. Domul din Ulm este alimentat integral cu surse regenerabile din ianuarie 2008. Până la sfârșitul anului 2011, ca proiect pilot european, a fost construit un centru de date autonom în vestul Ulmului. Există un feribot alimentat cu energie solară care traversează Dunărea 7 zile pe săptămână vara.
„Bündnis 100% Erneuerbare Energien” a fost înființată în februarie 2010 cu scopul de a reuni oamenii și organizațiile care doresc să promoveze tranziția la energie 100 % regenerabilă în Ulm și Neu-Ulm până în 2030.

## Transport

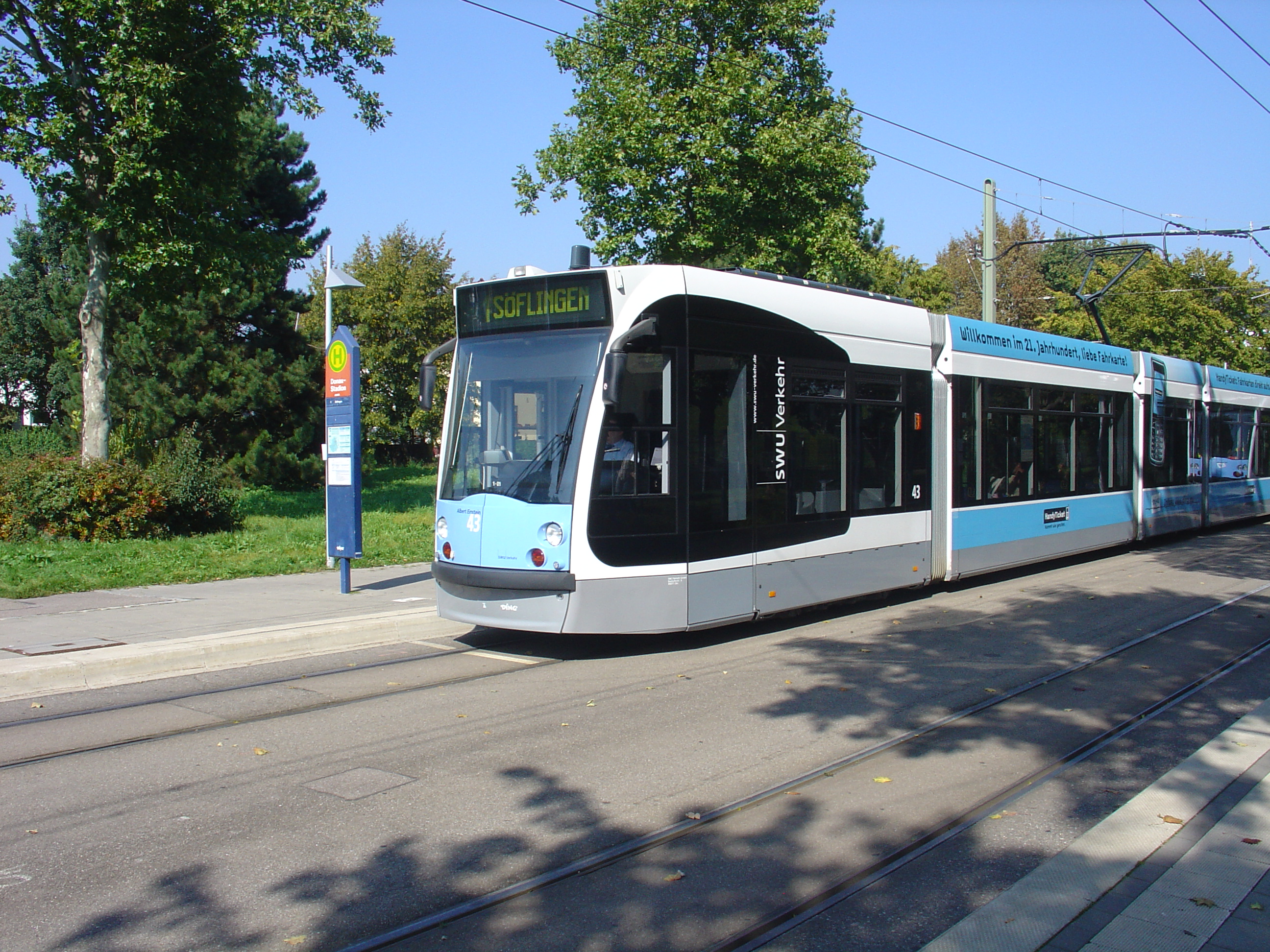
Tramvai în Ulm

Ulm este situat la intersecția autostrăzii A8⁠(d) (care leagă principalele orașe din sudul Germaniei, Stuttgart și Munchen) și a autostrăzii A7⁠(d) (una dintre autostrăzile care circulă din nordul spre sudul Europei).
Gara orașului⁠(d) este deservită, printre alte linii, de una dintre rutele de tren europene (Paris – Strasbourg – Stuttgart – Ulm – Munchen – Viena – Budapesta). De asemenea, sunt disponibile conexiuni directe către Berlin.
Sistemul de transport public din Ulm se bazează pe mai multe linii de autobuz și două linii de tramvai. Mai multe străzi din orașul vechi sunt doar pentru pietoni și bicicliști. Ulm a fost prima zonă deservită de serviciul de partajare auto⁠(d) Car2Go⁠(d) al Daimler AG în 2008. Cu toate acestea, serviciul în Ulm a fost întrerupt la sfârșitul anului 2014.

## Educație și cultură

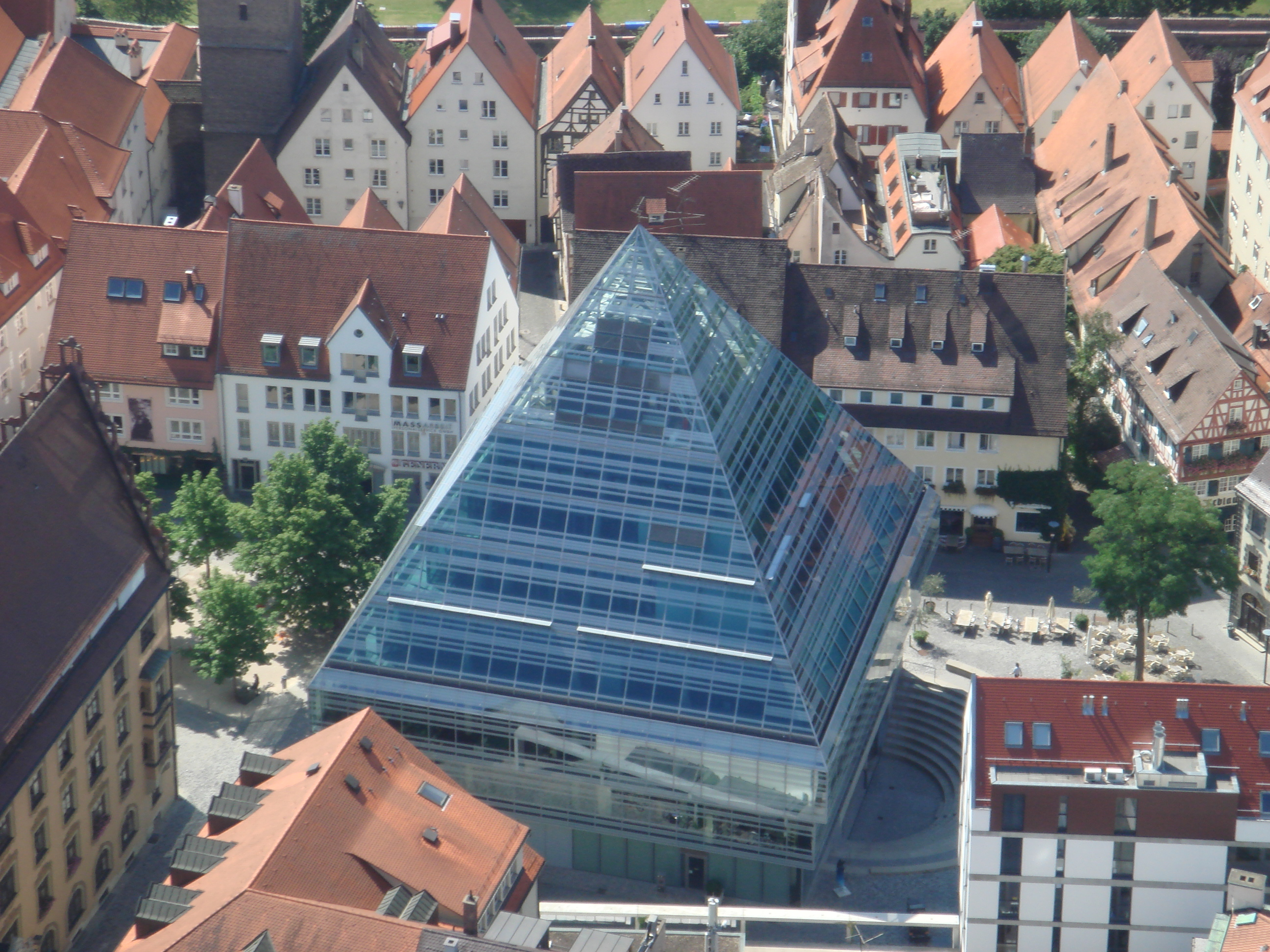
Biblioteca Publică din Ulm

Universitatea din Ulm a fost fondată în 1967 și se concentrează pe științe, medicină, inginerie și matematică/economie. Cu aproximativ 10.000 de studenți, este una dintre universitățile mai mici din Germania.
Ulm este, de asemenea, sediul Universității de Științe Aplicate a orașului (în germană Fachhochschule), fondată în 1960 ca școală publică de inginerie. De asemenea, școala găzduiește numeroși studenți din întreaga lume, ca parte a unui program internațional de studii în străinătate. 
În 1953, Inge Aicher-Scholl⁠(d), Otl Aicher⁠(d) și Max Bill au fondat Școala de Design din Ulm (în germană: Hochschule für Gestaltung – HfG Ulm), o școală de design în tradiția Bauhaus, care a fost, totuși, închisă în 1968.
Biblioteca publică din Ulm are peste 480.000 de materiale tipărite. Orașul are un teatru public cu dramă, operă și balet, câteva teatre mici și o orchestră filarmonică profesionistă.

## Sport

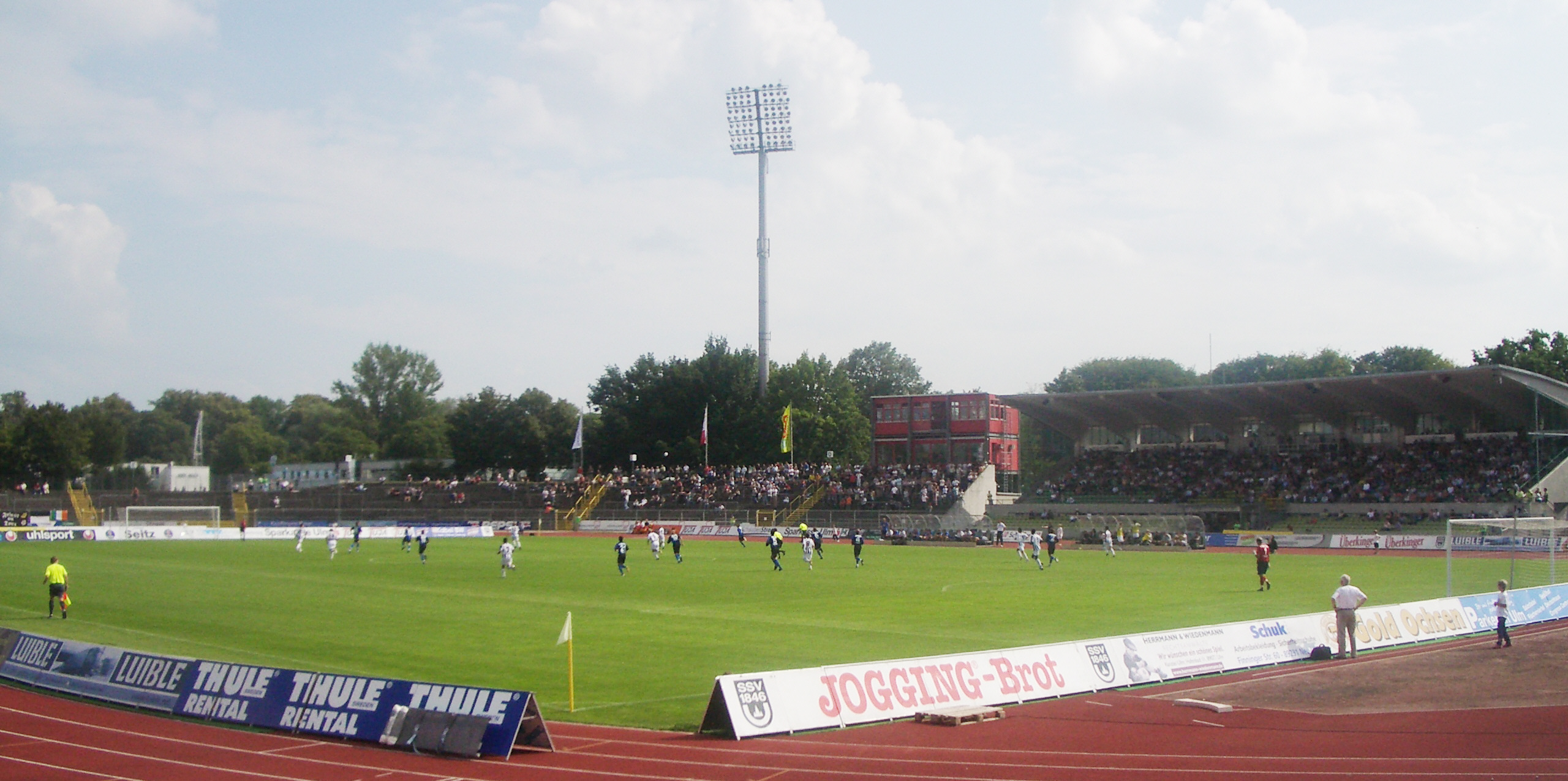
este stadionul clubului de fotbal.

- SSV Ulm 1846, club multisport, fost club de fotbal din Bundesliga, acum în Regionalliga Süd
- Ratiopharm Ulm, club de baschet, Basketball Bundesliga

| Club           | Fondat | Ligă                  | Sport   | Arenă            | Capacitate |
| -------------- | ------ | --------------------- | ------- | ---------------- | ---------- |
| SSV Ulm 1846   | 1846   |                       | Fotbal  | Donaustadion     | 19.500     |
| Ratiopharm Ulm | 2001   | Basketball Bundesliga | Baschet | Arena Ratiopharm | 6.000      |

## Obiective turistice

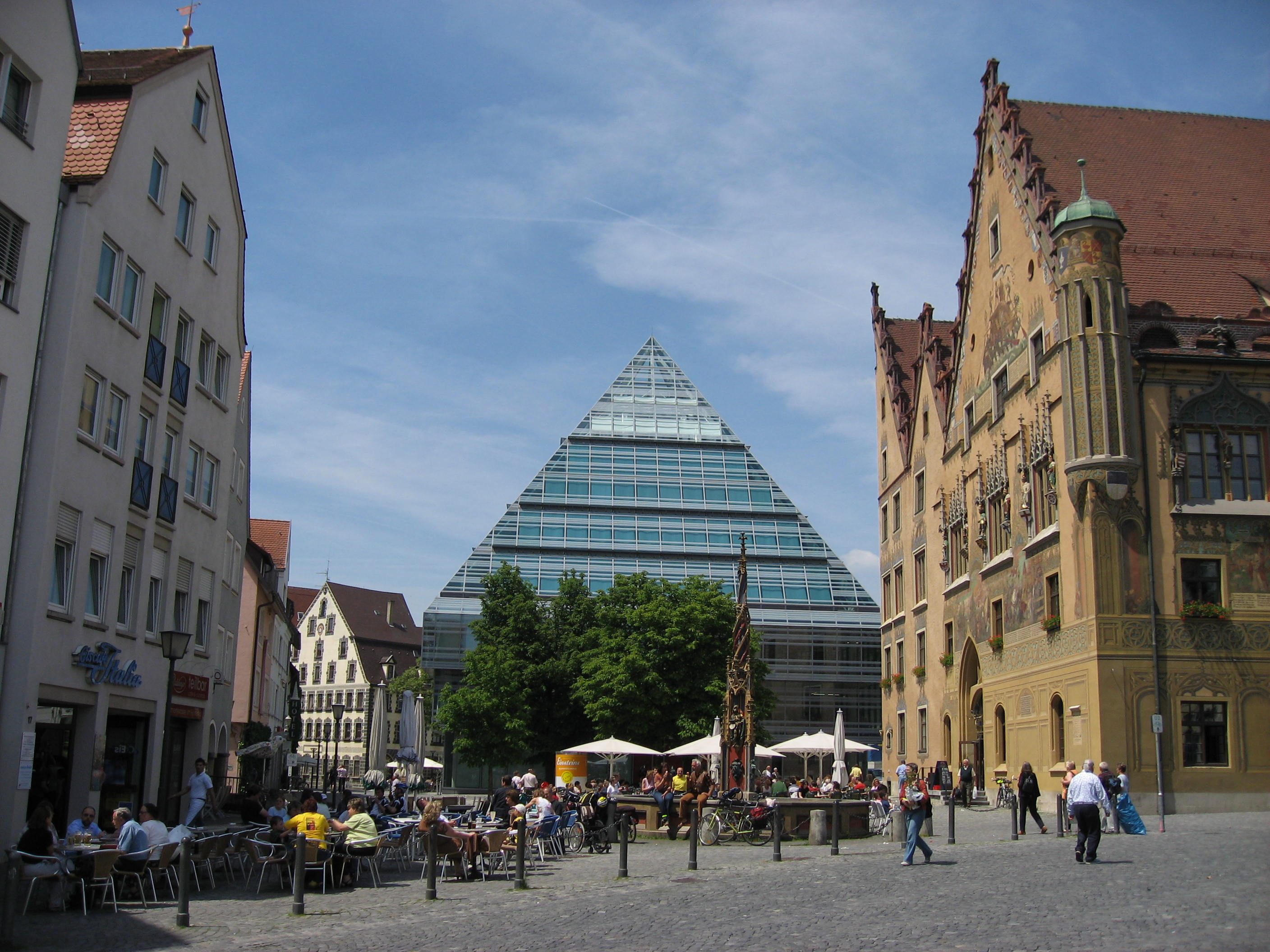
Ulm Marktplatz (piața) cu primăria (dreapta) și biblioteca publică (centru)

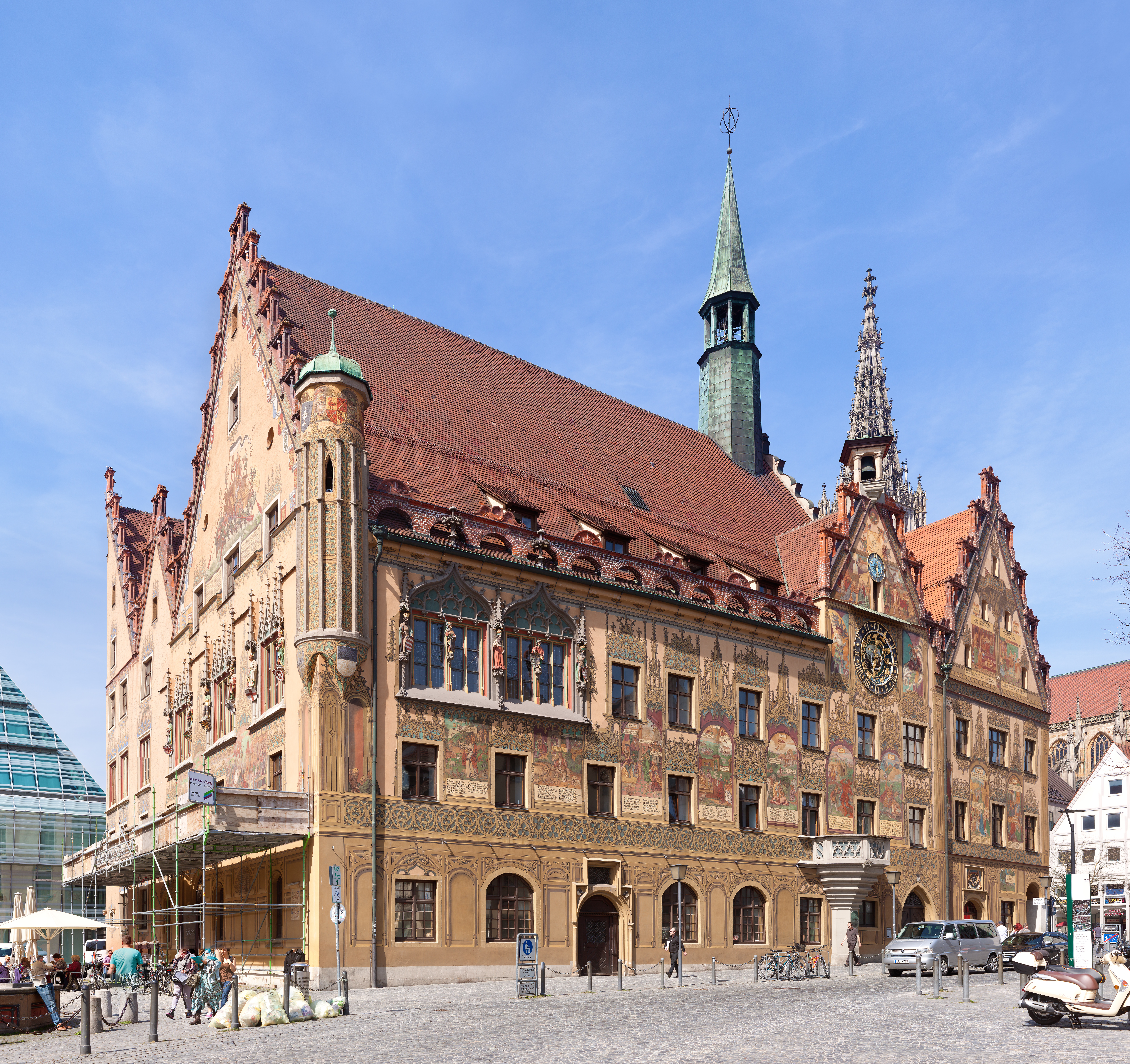
Primăria

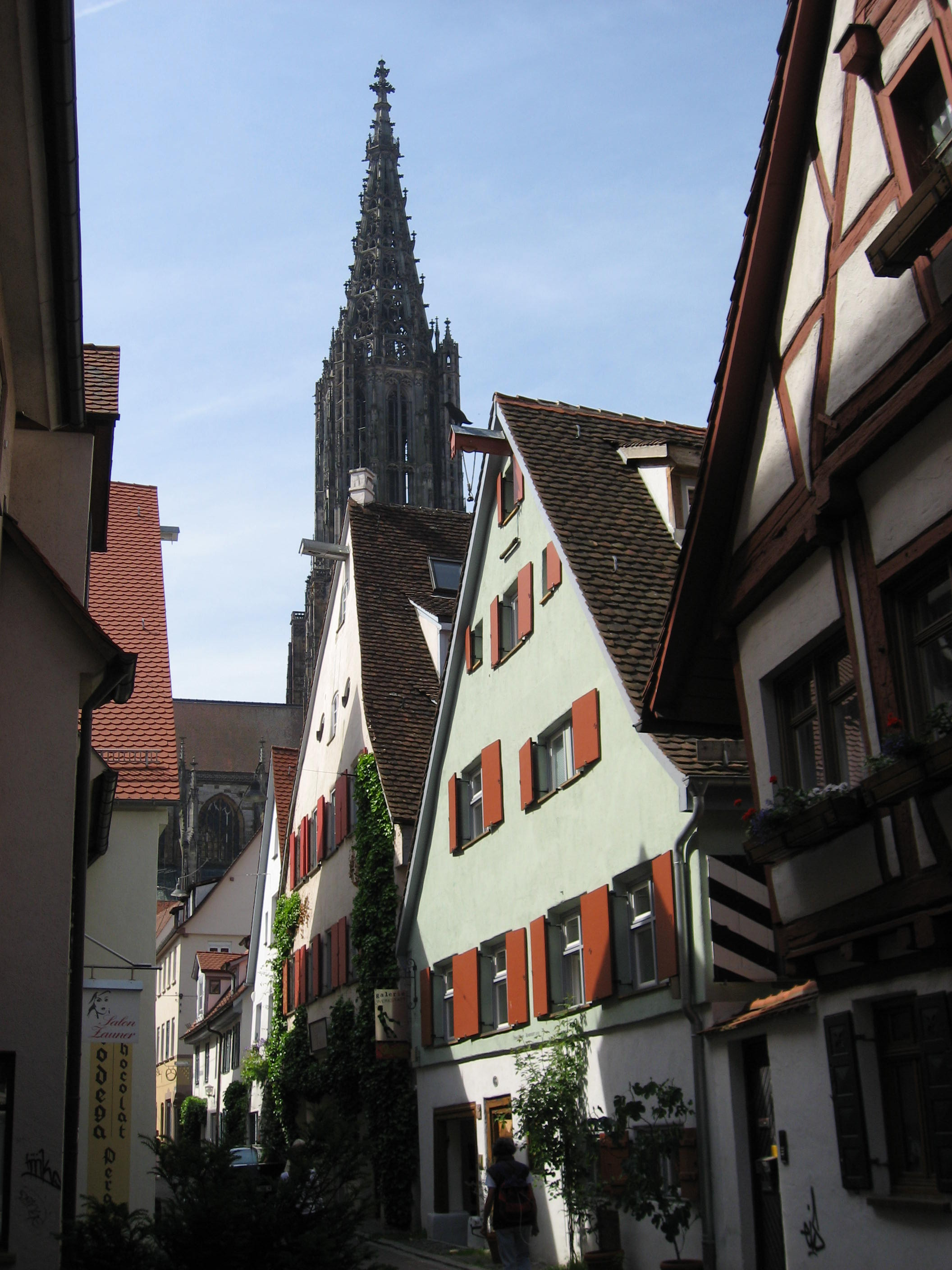
Ulm: Vedere dinspre Rabengasse spre catedrală

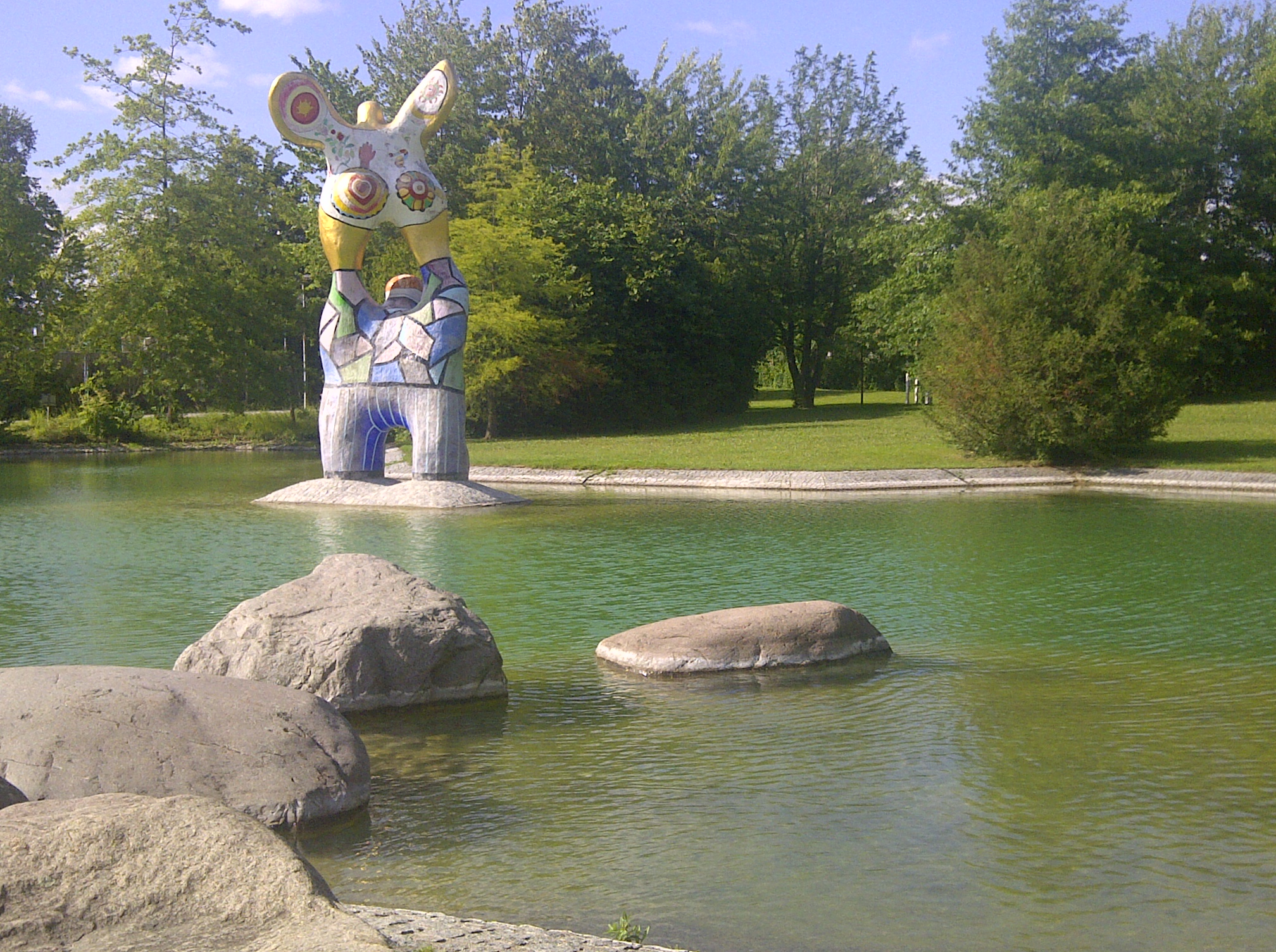
Sculptură de Niki de Saint Phalle (Poetul și muza sa) în fața Universității din Ulm

### Istorice
- Catedrala din Ulm (în germană: Ulmer Münster, construită între 1377–1891) cu cea mai înaltă turlă de biserică din lume (161,53 de metri înalțime și 768 de trepte). Locurile pentru cor au fost create de Jörg Syrlin cel Bătrân (1469–1474), faimoasa sculptură Schmerzensmann⁠(d) (Omul durerilor) de Hans Multscher (1429).
- Vechiul Fischerviertel  (cartierul pescarilor) pe râul Blau, cu case cu cherestea, străzi pietruite și podețe pitorești. Obiectivele interesante aici sunt Schiefes Haus Ulm⁠(de)[traduceți]  (casă strâmbă), o casă din secolul al XVI-lea folosită astăzi ca hotel și Alte Münz (Monetăria Veche), o clădire medievală extinsă în secolele al XVI-lea și al XVII-lea în stil renascentist .
- Secțiunea rămasă a zidurilor orașului, de-a lungul râului, cu Metzgerturm din secolul al XIV-lea (turnul măcelarilor) (36 de metri înalțime).
- Rathaus⁠(d) (Primăria), construită în 1370, cu câteva picturi murale colorate strălucitor datând de la mijlocul secolului al XVI-lea. Pe fronton se află un ceas astronomic datând din 1520. Restaurată după avarii grave în 1944. Fotografii cu primăria Rathaus pot fi văzute pe TripAdvisor.[21]
- Krone - han, un complex medieval de mai multe case (sec. XV/XVI, extinderi din secolul al XIX-lea), unde au fost cazați regi si împărați germani in timpul călătoriilor lor.
- Mai multe clădiri mari din Evul Mediu târziu/Renaștere utilizate în diverse scopuri (în special depozitarea alimentelor și a armelor), de ex. Schwörhaus, Kornhaus, Salzstadel, Büchsenstadel, Zeughaus, Neuer Bau.
- Fortificațiile federale din Ulm sunt cele mai mari fortificații conservate și au fost construite între 1842 și 1859 pentru a proteja de atacurile Franței.
- Cartierul istoric Auf dem Kreuz, o zonă rezidențială cu mai multe clădiri dinainte de 1700.
- Wiblingen Abbey, o fostă mănăstire benedictină din suburbia Wiblingen din sudul Ulmului. Biserica prezintă caracteristici ale barocului târziu și clasicismului timpuriu. Biblioteca sa este o capodopera a rococo-ului.[22]

### Contemporane
- Clădirea Școlii de Design din Ulm (germană: Hochschule für Gestaltung – HfG Ulm), o școală importantă de design (1953–1968).
- Stadthaus, o casă pentru evenimente publice construită de Richard Meier, este situată chiar lângă catedrală.
- Stadtbibliothek, clădirea bibliotecii publice din Ulm a fost ridicată de Gottfried Böhm⁠(d) sub forma unei piramide de sticlă și este situată chiar lângă primărie.
- Kunsthalle Weishaupt⁠(d) este punctul culminant din Noul Centru din Ulm.

### Muzee
- Kunsthalle Weishaupt.[23] Colecția privată prezintă artă modernă din 1945.
- Muzeul din Ulm  găzduiește o colecție semnificativă de artă și meșteșuguri din Evul Mediu, figurina Löwenmensch – o figurină cu cap de leu veche de 40.000 de ani, care este cea mai veche sculptură cunoscută în formă de om/animal din lume – și diverse forme de artă europeană și americană din anii de după 1945. Muzeul are expoziții alternative.
- Museum of Bread Culture⁠(de)[traduceți][24] oferă o expoziție permanentă despre istoria culturii cerealelor, coacerii, morăritului și pâinii.
- Expozițiile din Donauschwäbisches Zentralmuseum⁠(de)[traduceți][25] urmăresc istoria variată a emigranților șvabi dunăreni (Donauschwaben).

### Memoriale
- Memorialul Albert Einstein – Un mic memorial la locul casei în care s-a născut Albert Einstein în Bahnhofstraße, între birourile ziarelor actuale și bancă. Casa în sine și întregul cartier au fost distruse în bombardamentul incendiar din 1944.
- Memorialul lui Hans și Sophie Scholl – Un mic memorial pe Münsterplatz în memoria acestor doi membri ai Weiße Rose (Trandafirul Alb, un grup de rezistență opus regimului nazist), care și-au petrecut tinerețea la Ulm. Casa familiei lor de lângă memorial a fost distrusă în bombardamentul incendiar din 1944.
- Memorialul Dezertorilor – Situat lângă grădina botanică a universității, îi comemorează pe cei care au dezertat din Wehrmacht în timpul celui de-al Doilea Război Mondial. A fost ridicat inițial pe 9 septembrie 1989 și a fost mutat în locația actuală în iulie 2005. Monumentul reprezintă ideea: „Dezertarea nu este condamnabilă, războiul este”.

### Alte repere
- Botanischer Garten der Universität Ulm⁠(d), grădina botanică a universității
- Turnul siloz al companiei Schapfenmühle (Turnul Morii Schapfen)
- Sender Ulm-Ermingen, turn de radioteleviziune
- turnul de transmisie în unde mediii Ulm-Jungingen
- turnul FM și TV Ulm-Kuhberg
- Tiergarten Ulm, grădina zoologică. A fost deschisă în 1935, închisă în 1944 și redeschisă în 1966.

## Oameni de seamă

### Născuți în Ulm
- Otl Aicher⁠(d) (1922–1991), designer grafic, co-fondator al Școlii de Design din Ulm, (germană: Hochschule für Gestaltung – HfG Ulm) și creatorul fontului Rotis⁠(d)
- Ernst Bauer (1917–1991), luptător de rezistență și editor
- Max Bentele⁠(d) (1909–2006), inginer mecanic, pionier al motoarelor cu reacție, tatăl motorului rotativ Wankel
- Albrecht Berblinger⁠(d) (1770–1829), pionier al zborului
- Dieter Braun⁠(d) (n. 1943), pilot de motociclete Grand Prix
- Hermann Duckek⁠(d) (1936–2001), maestru de echitație și designer olimpic de arena ecvestră

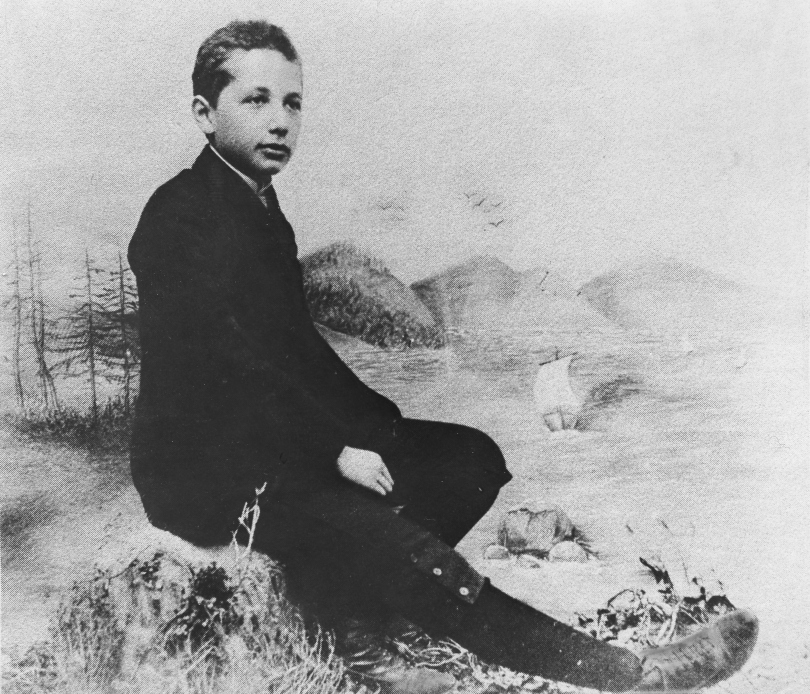
Albert Einstein în 1893, în vârstă de 14 ani

- Albert Einstein (1879–1955), fizician, filozof, om de știință, laureat al Premiului Nobel
- Jerome Emser⁠(d) (1477–1527), teolog german și antagonist al lui Luther.
- Helmut Ensslin (1909–1984), preot protestant și tatăl membrului RAF Gudrun Ensslin
- Anna Essinger⁠(d) (1879–1960) educatoare; co-fondator și director al Bunce Court School
- Johann Faulhaber (1580–1635), matematician, inventatorul formulei lui Faulhaber.
- Nikolaus Federmann⁠(d) (1505–1542), aventurier și conchistador în Venezuela și Columbia actuală, co-fondator al Santafé de Bogotá
- Johann Freinsheim⁠(d) (1608–1660), un savant și critic german clasic.
- Eugen Haile⁠(d) (1873–1933), compozitor, cântăreț și acompaniator
- Fritz Hartnagel (1917–2001), ofițer și jurist, logodnicul lui Sophie Scholl
- Hellmut Hattler⁠(d) (n. 1952) basist de jazz și rock (Kraan⁠(d))
- Max Hattler⁠(d) (n. 1976) artist și realizator de film
- Johann Christoph Heilbronner⁠(d) (1706–c. 1747), istoric matematician
- Leo Hepp⁠(d) (1907–1987), ofițer Wehrmacht și general al Bundeswehr
- Dieter Hoeneß⁠(d) (n. 1953), fost jucător de fotbal, fost director general al clubului de fotbal Hertha BSC și VfL Wolfsburg
- Uli Hoeneß⁠(d) (n. 1952), fost fotbalist, președinte al clubului de fotbal Bayern Munchen
- Annemarie Huste⁠(d) (1943–2016), bucătar al lui Jackie Kennedy, bucătar executiv Gourmet Magazine⁠(d), autoare a 6 cărți de bucate
- Otto Kässbohrer⁠(d) (1904–1989), antreprenor și constructor
- Karl Kimmich⁠(d) (1880–1945), bancher
- Hildegard Knef (1925–2002), actriță, cântăreață și scriitoare
- Mike Krüger⁠(d) (n. 1951) comedian, actor și cântăreț
- Hellmuth Laegeler (1902–1972), general-maior în Wehrmacht
- Hans Maler zu Schwaz⁠(d) (1480/1488 – 1526/1529) pictor, activ ca portretist la Schwaz, lângă Innsbruck.
- Erwin Piscator⁠(d) (1893–1966), regizor de teatru și inovator
- Sam Rosen (n. 1947), reporter sportiv american (MSG Network)
- Claudia Roth⁠(d) (n. 1955), politician, președinte al Partidului Verzilor Germani
- Wilhelm Schuler⁠(d) (1914–2010), chimist, inventator și antreprenor în a doua jumătate a secolului XX.
- Katharina Sophia Volz⁠(d) (1987), cercetător medical și antreprenor.

### Alte persoane asociate cu Ulm
- Max Bill (1908–1994), arhitect și artist, co-fondator și director al Școlii de Design din Ulm (în germană: Hochschule für Gestaltung – HfG Ulm)
- Robert Bosch (1861 în Albeck – 1942), industriaș, inginer și inventator, fondator al Robert Bosch GmbH.
- Matthäus Böblinger⁠(de)[traduceți] (1450-1505), pietrar și maestru constructor, a contribuit la construirea Catedralei Ulm
- Rene Descartes (1596–1650), filosof, a experimentat o viziune puternică lângă Ulm în 1619.[26]
- Ulrich Ensingen (1350/60 – 1419), maestru constructor, a contribuit la construirea Catedralei din Ulm și a Catedralei din Strasbourg
- Leonhard Hutter⁠(d) (1563 în Nellingen – 1616) un teolog luteran german.
- Herbert von Karajan, (1908–1989), dirijor, Kapellmeister la Ulm, 1929–1934.
- Johannes Kepler (1571–1630), un matematician, astronom și astrolog german; locuia la Ulm
- Gerhard Klopfer⁠(d) (1905–1987), înalt oficial al Partidului Nazist, general SS. Prezent la conferința de la Wannsee; consilier fiscal si avocat in Ulmul postbelic
- Hans Multscher⁠(d) (cca.1400 – 1467 la Ulm), sculptor și pictor german.
- Erwin Rommel (1891 la Heidenheim – 1944 la Herrlingen) un mareșal german în al Doilea Război Mondial.
- Hans Scholl (1918–1943) și Sophie Scholl (1921–1943), au fondat Trandafirul Alb, și-au petrecut tinerețea la Ulm
- Carl Teike⁠(d) (1864–1922), a compus marșul militar Alte Kameraden din Ulm în 1889

## Relații internaționale
Ulm este un oraș membru al rețelei Eurotowns.
Ulm nu este oficial înfrățit cu alte orașe. Dar are relații cu:
- Arad, România
- Baja, Ungaria
- Bratislava, Slovacia[28]
- Budapesta, Ungaria
- Cluj-Napoca, România
- Jinotega, Nicaragua
- Kladovo, Serbia
- New Ulm, Minnesota⁠(d), Statele Unite[29]
- Novi Sad, Serbia
- Sibiu, România
- Silistra, Bulgaria
- Subotica, Serbia
- Timișoara România
- Tulcea, România
- Vidin, Bulgaria
- Vukovar, Croația [29]